# 私立探偵ストライク
『私立探偵ストライク』（原題：Strike）は、J.K.ローリングがロバート・ガルブレイス名義で書いた探偵小説、『私立探偵コーモラン・ストライク』シリーズを原作としたイギリスのテレビ犯罪ドラマシリーズである。

## 概要
シリーズの主役はトム・バークが演じる退役軍人であり、特捜部捜査一課の捜査官としての経歴と独自の洞察力で、警察の手に負えない複雑な事件を解決していくロンドンのデンマーク・ストリートに小さなオフィスを構える私立探偵でコーモラン・ストライクである。バークのキャスティングは2016年後半に確定しており、ホリデイ・グレインジャーがロビン・エラコット役を演じることが確定していた。2017年初頭、カー・ローガンがロビンの婚約者マシュー役にキャスティングされた。
これまでに、『私立探偵コーモラン・ストライク』シリーズの最初の3作、『カッコウの呼び声』、『カイコの紡ぐ嘘』、Career of Evilを脚色した作品が放送されている。グレインジャーは別のシリーズが放送されるまでにはしばらく時間がかかる可能性があると述べ、「彼らは本に基づいてそれを書くことを望まないことを常に明確にしてきたと思う。それはすべてジョーの執筆に関するものであり、登場人物はすべてジョーの執筆に関するものです。だから、待つ必要がある」と語った。

### 放送
同シリーズは、2017年8月10日にブリティッシュ・フィルム・インスティテュートでの先行プレミアを経て、2017年8月27日にBBC Oneで初放送された。
また、米国ではCinemaxで、カナダではHBOカナダで2018年6月1日よりC.B. Strikeというタイトルで公開されたされた。
日本では2018年8月27日から『私立探偵ストライク』としてBS10スターチャンネルにて独占放送開始。原作邦訳が発売されていた『カッコウの呼び声』『カイコの紡ぐ嘘』は同タイトルにて放送。邦訳未発売の第3作『Career of Evil』は『悪しき者たち』として字幕版、日本語吹替版が放送された。

### 配信
2023年4月24日よりU-NEXTにて第5作『The Troubled Blood』が『乱れし血潮』として配信開始。2025年1月24日から第6作『The Ink Black Heart』が『インク・ブラック・ハート』として配信開始された。

## 製作

### 開発
2014年12月10日、J.K.ローリングがロバート・ガルブレイス名義で書いた小説『私立探偵コーモラン・ストライク』シリーズがBBCによってテレビ化され、『カッコウの呼び声』を皮切りにBBC Oneで放送されることが発表された。ローリングはこのプロジェクトに協力し、彼女が脚本に貢献したと考えられている。2年後の2016年秋にロンドンでの撮影が始まり、シリーズは各60分の合計7エピソードになることが確認された。 追加のシーンは、カンブリア州のファーネスのバローとノースヨークシャー州レイバーンのガソリンスタンドで撮影された。
この作品は、ケントのセブンオークスにある民家で撮影され、この作品は、『カッコーの鳴き声』や『カイコの紡ぐ嘘』のエピソードでブリストーの邸宅として使われた。ペンシャースト・プレイスの男爵の館と庭園は、スキャンダラスな本「ボンビックス・モリ（カイコ）」のシーンの挿絵に使用され、ポーキュパイン・カフェは、コーモランとロビンが立ち寄るデヴォンへ向かう途中のカフェとして登場する。撮影場所はウエスト・ロンドン・フィルム・スタジオも含まれている。
ベン・リチャーズは『カッコウの呼び声』を、トム・エッジは『カイコの紡ぐ嘘』、『悪しき者たち』および『リーサル・ホワイト』を脚色した。リチャーズは、このシリーズは「他の犯罪ドラマとはトーンも視覚的にも非常に異なる」と述べている。彼は『ストライク』をイギリスの探偵テレビ番組『主任警部モース』と比較している。同様に、エッジは「人々は古臭いという言葉を軽蔑的に使っていますが、私にはそれがこの本とテレビシリーズがこれほどうまく機能する理由の一部です」とコメントしています。

## キャストとキャラクター

### 主要キャスト
コーモラン・ストライク
演 - トム・バーク、日本語吹替 - 福田賢二
ロビン・エラコット
演 - ホリデイ・グレインジャー、日本語吹替 - 遠藤綾

### リカーリングキャスト
マシュー・クンリフ
演 - カー・ローガン、日本語吹替 - 岩田翼
「シャンカー」
演 - ベン・クロンプトン、日本語吹替 - 青木崇
シャーロット・キャンベル
演 - ナターシャ・オキーフ、日本語吹替 - 波乃りん
エリック・ウォードル警部
演 - キリアン・スコット、日本語吹替 - 桐本拓哉
ヴァネッサ・エクウェンシ
演 - アン・アキン
リチャード・アンスティス警部
演 - サルゴン・イェルダ、日本語吹替 - 山本善寿
イルサ・ハーバート
演 - ケイトリン・イネス・エドワーズ

### ゲストキャスト

#### 『カッコウの呼び声』
レディ・イヴェット・ブリストウ
演 - シアン・フィリップス、日本語吹替 - 一城みゆ希
トニー・ランドリー
演 - マーティン・ショウ、日本語吹替 - 宝亀克寿
ニコ・コロバス＝ジョーンズ
演 - デヴィッド・エイヴリー
ジョン・ブリストウ
演 - レオ・ビル、日本語吹替 - 宮本崇弘
タンジー・ベスティグィ
演 - タラ・フィッツジェラルド、日本語吹替 - 泉裕子
ギー・ソメ
演 - カディフ・カーワン、日本語吹替 - 前田一世
エヴァン・ダフィールド
演 - ブロンソン・ウェッブ、日本語吹替 - 相楽信頼

#### 『カイコの紡ぐ嘘』
キャサリン・ケント
演 - ドロシー・アトキンソン
レオノラ・クイン
演 - モニカ・ドーラン、日本語吹替 - 安達忍
ジェリー・ウォルドグレイヴ
演 - ドミニク・マフハム、日本語吹替 - 水内清光
ダニエル・チャード
演 - ティム・マッキナリー、日本語吹替 - 辻親八
アンドリュー・ファンコート
演 - ピーター・サリヴァン、日本語吹替 - 木下浩之
オーウェン・クイン
演 - ジェレミー・スウィフト、日本語吹替 - 橋本信明
リズ・タッセル
演 - リア・ウィリアムズ、日本語吹替 - 唐沢潤
オーランド・クイン
演 - サラ・ゴーディ

#### 『悪しき者たち』
ナイアル・ブロックバンク
演 - アンドリュー・ブルック、日本語吹替 - 志村知幸
アリッサ
演 - エマニュエルラ・コール
ホリー・ブロックバンク
演 - ジェシカ・ガニング
ジェフ・ウィテカー
演 - マット・キング、日本語吹替 - 堀内賢雄
ドナルド・ラング
演 - ニール・マスケル、日本語吹替 - 矢崎文也
レダ・ストライク
演 - カーストン・ウェアリング

#### 『リーサル・ホワイト』
ジミー・ナイト
演 - ニック・ブラッド
ジャスパー・チスウェル
演 - ロバート・グレニスター
ビリー・ナイト
演 - ジョセフ・クイン

## シリーズ

### 『カッコウの呼び声』
『カッコウの呼び声』は2017年11月27日にDVDで発売された。
| 通算 話数 | タイトル    | 監督            | 脚本         | 放送日        | UK視聴者数 (百万人) |
| --------- | ----------- | --------------- | ------------ | ------------- | ------------------- |
| 1         | "Episode 1" | Michael Keillor | Ben Richards | 2017年8月27日 | 8.89                |
| 2         | "Episode 2" | Michael Keillor | Ben Richards | 2017年8月28日 | 8.28                |
| 3         | "Episode 3" | Michael Keillor | Ben Richards | 2017年9月3日  | 8.18                |

### 『カイコの紡ぐ嘘』
『カイコの紡ぐ嘘』は2018年2月19日にDVDで発売された。
| 通算 話数 | タイトル    | 監督          | 脚本     | 放送日        | UK視聴者数 (百万人) |
| --------- | ----------- | ------------- | -------- | ------------- | ------------------- |
| 4         | "Episode 1" | Kieron Hawkes | Tom Edge | 2017年9月10日 | 8.67                |
| 5         | "Episode 2" | Kieron Hawkes | Tom Edge | 2017年9月17日 | 8.02                |

### 『悪しき者たち』
『悪しき者たち』は、2018年4月16日にDVDで発売された。
| 通算 話数 | タイトル    | 監督              | 脚本     | 放送日        | UK視聴者数 (百万人) |
| --------- | ----------- | ----------------- | -------- | ------------- | ------------------- |
| 6         | "Episode 1" | Charles Sturridge | Tom Edge | 2018年2月25日 | 8.43                |
| 7         | "Episode 2" | Charles Sturridge | Tom Edge | 2018年3月4日  | 7.72                |

### 『リーサル・ホワイト』
2018年10月、BBCは『リーサル・ホワイト』がバークがコーモラン・ストライク役、グレインジャーがロビン・エラコット役で復帰し、トム・エッジが脚本を担当して4部作のドラマ化されることを発表した。同シリーズはスー・タリーが60分の全4話を監督し、2020年に放送されることになっている。

## 反応
『カッコウの呼び声』は評論家から概ね肯定的なレビューを受けた。Rotten Tomatoesは17件のレビューに基づいて82％の承認評価と6.6 / 10の平均スコアを与えた。同サイトの批評家のコンセンサスは、「『私立探偵コーモラン・ストライク』のテレビ化は、ジャンルの特徴を忠実かつ効果的に忠実に再現した、楽しい探偵シリーズを提供している」となっている。第1話をレビューしたDigital Spy誌のレビュアーは、バークとグレインジャーの両方の演技を賞賛した。そのレビュアーは、バークの演技は「啓示」だったと述べている。
同様に、『カイコの紡ぐ嘘』の翻案は肯定的な評価を受け、批評家たちは再びバークとグレインジャーの演技を称賛した。しかし、このエピソードは世界自殺防止デーに自殺シーンを見せたことで批判され、一部の視聴者はこのシーンが無神経だと主張した。
『悪しき者たち』は、8件のレビューに基づいてRotten Tomatoesの承認率が88％で、平均スコアは7/10となっている。